# Mariya Konovalova
Mariya Konovalova (née Pantyukhova le 14 août 1974 à Angarsk) est une athlète russe, spécialiste des courses de fond. 

## Biographie
Le 5 novembre 2015, elle est suspendue pour deux ans pour dopage.

## Palmarès
| Date | Compétition                    | Lieu                   | Résultat | Épreuve     | Temps           |
| ---- | ------------------------------ | ---------------------- | -------- | ----------- | --------------- |
| 1995 | Championnats du monde en salle | Barcelone              | 12e      | 3 000 m     | 9 min 51 s 61   |
| 1995 | Championnats du monde          | Göteborg               | 6e       | 5 000 m     | 15 min 1 s 23   |
| 1998 | Finale du Grand Prix           | Moscou                 | 3e       | 3 000 m     | 8 min 47 s 77   |
| 1999 | Championnats du monde          | Séville                | 7e       | 5 000 m     | 14 min 58 s 60  |
| 1999 | Finale du Grand Prix           | Munich                 | 5e       | 3 000 m     | 8 min 47 s 04   |
| 2005 | Championnats d'Europe de cross | Tilbourg               | 1re      | Par équipes |                 |
| 2006 | Championnats d'Europe de cross | San Giorgio su Legnano | 2e       | Individuel  |                 |
| 2007 | Championnats du monde          | Osaka                  | 11e      | 5 000 m     | 15 min 9 s 71   |
| 2008 | Jeux olympiques                | Pékin                  | 5e       | 10 000 m    | 30 min 35 s 84  |
| 2009 | Championnats du monde          | Berlin                 | 11e      | 10 000 m    | 31 min 26 s 94  |
| 2010 | Championnats d'Europe          | Barcelone              | finale   | 5 000 m     | DQ              |
| 2010 | Marathon de Chicago            | Chicago                | 3e       | Marathon    | 2 h 23 min 50 s |
| 2013 | Marathon de Chicago            | Chicago                | 3e       | Marathon    | 2 h 22 min 46 s |
| 2014 | Marathon de Nagoya             | Nagoya                 | 1re      | Marathon    | 2 h 23 min 43 s |

### Records
| Épreuve  | Performance    | Lieu        | Date            |
| -------- | -------------- | ----------- | --------------- |
| 3 000 m  | 8 min 30 s 18  | Zurich      | 11 août 1999    |
| 5 000 m  | 14 min 38 s 09 | Kazan       | 19 juillet 2008 |
| 10 000 m | 30 min 31 s 03 | Tcheboksary | 23 juillet 2009 |
| Marathon | 2 min 22 s 27  | Nagoya      | 8 mars 2015     |